# Gnojankowate
Gnojankowate (Bolbitiaceae Singer) – rodzina grzybów znajdująca się w rzędzie pieczarkowców.

## Systematyka
Pozycja w klasyfikacji według Index Fungorum: Bolbitiaceae, Agaricales, Agaricomycetidae, Agaricomycetes, Agaricomycotina, Basidiomycota, Fungi
Rodzinę utworzył w 1948 roku Rolf Singer. Według aktualizowanej klasyfikacji Index Fungorum bazującej na Dictionary of the Fungi należą do niej rodzaje:
- Agrogaster D.A. Reid 1986
- Bolbitius Fr. 1838 – gnojanka
- Conobolbitina T. Bau & H.B. Song 2024
- Conocybe Fayod 1889 – stożkówka
- Conocybula T. Bau & H.B. Song 2024
- Cyttarophyllopsis R. Heim 1968
- Descolea Singer 1952
- Galerella Earle 1909
- Galeropsis Velen. 1930 – hełmiaczek
- Gymnoglossum Massee 1891
- Pholiotina Fayod 1889
- Ptychella Roze & Boud. 1879
- Rhodoarrhenia Singer 1964
- Setchelliogaster Pouzar 1958
- Timgrovea Bougher & Castellano 1993
- Tubariella E. Horak & Hauskn
- Tubariopsis R. Heim 1931
- Tympanella E. Horak 1971
- Wielandomyces Raithelh. 1988

Polskie nazwy na podstawie pracy Władysława Wojewody z 2003 r.